# Sept-Meules
Sept-Meules település Franciaországban, Seine-Maritime megyében. Lakosainak száma 173 fő (2022. január 1.). Sept-Meules Avesnes-en-Val, Cuverville-sur-Yères, Le Mesnil-Réaume és Villy-sur-Yères községekkel határos.

## Népesség
A település népessége az elmúlt években az alábbi módon változott:
| Lakosok száma | 168  | 182  | 191  | 193  | 186  | 178  | 171  | 172  | 173  |
|               | 2013 | 2015 | 2016 | 2017 | 2018 | 2019 | 2020 | 2021 | 2022 |